# Порт, Яан
Яан Порт  (эст. Jaan Port; 9 февраля 1891 — 24 января 1950) — эстонский ботаник, садовод и педагог. Доктор биологических наук (1932).

## Биография
Яан Порт родился 9 февраля 1891 года в селе Раассилла (ныне волость Тарвасту). В 1910 году окончил Юрьевскую (Тартускую) учительскую семинарию. С 1910 по 1913 год работал школьным учителем в волости Вяйке-Маарья, а с 1913 по 1921 год — в городе Пярну. В 1921—1926 годах изучал ботанику в Тартуском университете. В 1926—1927 годах преподавал в Тартуской учительской семинарии. В 1927 году получил стипендию для учёбы за границей, и отправился в Германию, где изучал садоводство до 1929 года. C 1930 по 1937 год он был главным садоводом Ботанического сада Тартуского университета. Работал вместе с профессором Хуго Кахо. В 1937—1940 годах работал директором Тартуской учительской семинарии.
Магистерская работа Яана Порта была посвящена закономерности поступления H+ и OH- ионов в растительную клетку. Затем занимался изучением влияния минеральных солей на температурный порог
коагуляции клеточных коллоидов у туфельки. В 1932 году он получил докторскую степень в области ботаники, защитив диссертацию на тему: «Исследования по влиянию нейтральных солей в зависимости от их концентрации на рост проростков» («Untersuchungen über die Wirkung der Neutralsalze in Abhängigkeit von ihrer Konzentration auf das Keimlingswachstuim»).
Известные публикации включают «Iluaiad ja kodu ümbruse kaunistus» (1933), «Aianduse õpperaamat» (1940) и «Ehisaiandus» (1949). Он является автором учебника «Физиология и анатомия растений» для средних школ. Перевёл на эстонский язык книгу К. А. Тимирязева «Жизнь растений», учебники Н. А. Максимова «Краткий курс физиологии растений», И. М. Полякова «Курс дарвинизма» и другие книги.
Яан Порт похоронен на Тартуском кладбище Маарья (часть кладбища Раади).

## Семья
Жена — Марта Мартыновна Порт. Их сын — известный архитектор Март Порт, а внук — спортивный биолог Кристьян Порт.